# Parseierspitze
Die Parseierspitze ist mit einer Höhe von 3036 m ü. A. der höchste Gipfel der nördlichen Kalkalpen und deren einziger Dreitausender. Die im österreichischen Bundesland Tirol gelegene Spitze ist der Hauptgipfel der Lechtaler Alpen. Erstmals bestiegen wurde sie am 23. August 1869 von Josef Anton Specht und dem Bergführer Peter Siess aus Grins im Stanzer Tal.

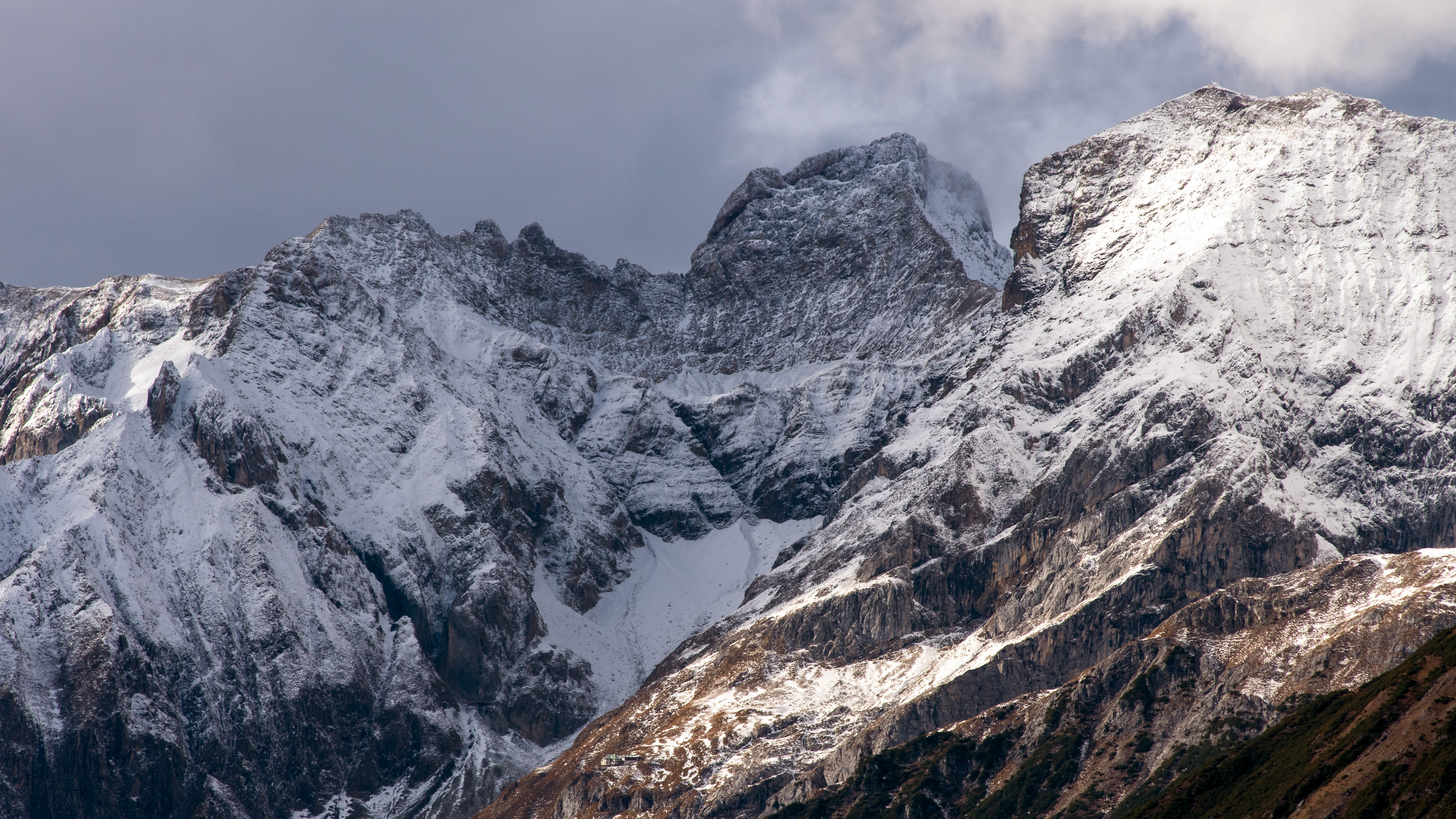
Die Parseierspitze (Mitte), der höchste Gipfel der Lechtaler Alpen. Unten ist ganz klein die Augsburger Hütte zu erkennen.

## Umgebung
Die Parseierspitze liegt etwa 7 Kilometer Luftlinie westnordwestlich oberhalb von Landeck am Inn. Benachbarte Berge sind in nördlicher Richtung die drei Seeköpfe (Vorderer, Mittlerer, Hinterer Seekopf, bis 2718 m), unmittelbar östlich liegt der Gatschkopf (2945 m), südlich die Bockgartenspitzen (bis 2941 m) und westlich der Grießmuttekopf mit 2807 Metern Höhe.

## Geologie
Besonderes Merkmal der Parseierspitze ist ein auffälliges grünlich-rötliches Gesteinsband etwas unterhalb des Gipfels. Hierbei handelt es sich um Radiolarite, die aus den umgebenden bräunlichen Mergeln hervortreten. Die Radiolarite und eine auf den Gipfel aufgesetzte Schicht aus Aptychenkalk aus dem oberen Jura verhindern durch ihre Verwitterungsresistenz eine übermäßige Erosion, so dass der Berg seine für die Umgebung ungewöhnliche Höhe behält. Im Kar am Fuß der Südwand befinden sich die Reste eines Gletschers, des Grinner Ferners. Ein weiteres kleines Firnfeld, der Parseierferner, befindet sich südwestlich der Spitze.

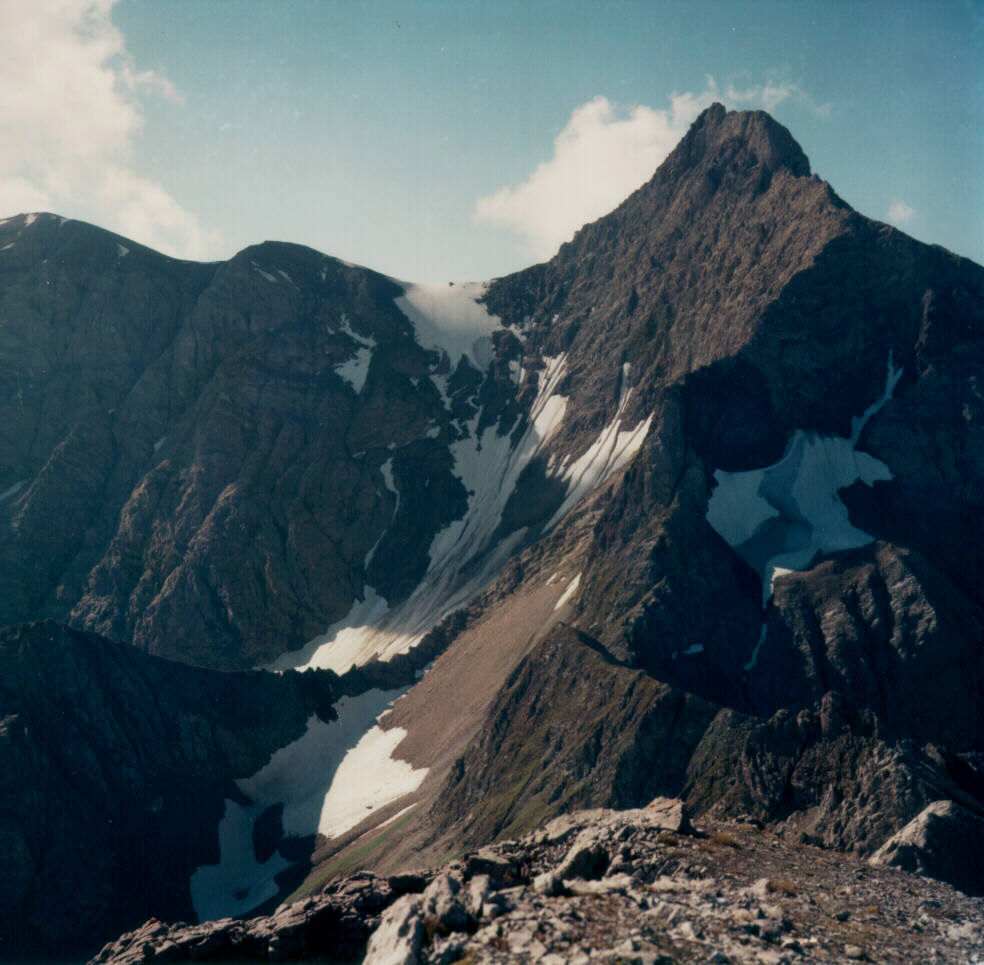
Patrolscharte, links der Gatschkopf, rechts die Parseierspitze

## Stützpunkte und Routen zur Besteigung
Laut Literatur wurde die Parseierspitze 1869 von Josef Anton Specht und Peter Siess zuerst bestiegen, wobei anzunehmen ist, dass Einheimische den Gipfel bereits vorher erreichten. Von der Lechtaler Seite wurde die Spitze erstmals 1875 von Anselm Klotz begangen.
Als Stützpunkt für eine Besteigung dient meist die Augsburger Hütte auf 2289 Metern Höhe. Sie ist von Grins im Stanzer Tal aus in 3½ Stunden zu erreichen. Die einfachste Route zur Parseierspitze führt von dort in gut drei Stunden zunächst über ein Stück des Augsburger Höhenwegs durch die Gasillschlucht in das Kar südlich des Gipfels, in dem das Eisfeld des Grinner Ferner eingebettet ist. Durch dieses Kar gelangt man zum Einstieg in die Südwand, der sich ungefähr in Wandmitte befindet und mit einem roten Punkt markiert ist. Die Route durch die Südwand zum Gipfel ist markiert, es handelt sich aber fast durchgängig um Klettergelände im I. und stellenweise im II. Schwierigkeitsgrad. Zudem ist die Route wegen des lockeren Gesteins steinschlaggefährdet. Alternativ zur klettersteigartigen Route durch die Gasillschlucht kann von der Augsburger Hütte auch der Gatschkopf überschritten werden, um über die Patrolscharte in das Kar südlich des Gipfels zu gelangen.
Ein weiterer Stützpunkt zur Besteigung der Parseierspitze ist die nördlich gelegene Memminger Hütte auf 2242 Metern Höhe. Über den Spiehlerweg gelangt man dabei südlich zur Patrolscharte, über diese in das Kar südlich des Gipfels und von dort wie oben beschrieben durch die Südwand zum Gipfel.
Von der Patrolscharte kann man über den Ostgrat auch direkt auf den Gipfel gelangen. Die Kletterschwierigkeiten auf dieser Route bewegen sich zwar nur im oberen II. und III. Schwierigkeitsgrad, der Fels ist aber äußerst brüchig und der untere Teil ist extrem ausgesetzt.
Als Frühjahrs-Skitour ist eine Besteigung von Zams aus über das Zammer Loch und die Patrolscharte möglich.